# Heguri (Nara)
Heguri (平群町 Heguri-chō?) es un pueblo localizado en la prefectura de Nara, Japón. En julio de 2019 tenía una población estimada de 18.284 habitantes y una densidad de población de 765 personas por km². Su área total es de 23,90 km².

## Geografía

### Localidades circundantes
- Prefectura de Nara
  - Ikoma
  - Ikaruga
  - Sangō
- Prefectura de Osaka
  - Higashiōsaka
  - Yao

## Demografía
Según datos del censo japonés, la población de Heguri ha disminuido en los últimos años.
| Año del censo | Población |
| ------------- | --------- |
| 1995          | 20.385    |
| 2000          | 20.497    |
| 2005          | 20.286    |
| 2010          | 19.727    |
| 2015          | 18.883    |